# Shun Ito
Shun Ito (伊東 俊 Ito Shun?), född 29 oktober 1987 i Hokkaido prefektur, är en japansk fotbollsspelare.
Ito började sin karriär 2010 i Montedio Yamagata. 2012 blev han utlånad till Ehime FC. Han gick tillbaka till Montedio Yamagata 2013. 2017 flyttade han till Kyoto Sanga FC. Efter Kyoto Sanga FC spelade han för Roasso Kumamoto.